# 関西土地
関西土地株式会社（かんさいとち）はかつてあった住宅地開発企業。1923年（大正12年）から関西を中心に宅地開発を行った。
もとは株式仲買人竹原友三郎が、1919年（大正8年）に創立した香里園土地建物株式会社を受け継ぎ、事業を開始した帝国信託株式会社を前身としている。その後次々と既存の土地開発会社を吸収して事業展開していった。

## おもな開発経営地

### 百楽荘
豊能郡櫻井は現在の大阪府箕面市の阪急箕面線牧落駅最寄りで設計には、阪急から指導もなされたといわれる。櫻井住宅土地株式会社より関西土地が引き継ぎ、1925年（大正14年）に「新櫻井住宅地」で売り出した郊外住宅地で、その後すぐ牧落百楽荘住宅地と改名する。

### 額田山荘
奈良県生駒市などとともに、大阪電気軌道（大軌）の手になる初期沿線住宅地の一つ。額田は、東大阪市にある大軌（現：近鉄奈良線）・額田駅最寄りの住宅地で1932年（昭和7年）分譲開始。もとは東大阪土地建物株式会社が保有していた土地で、1924年（大正13年）に同社が大軌に合併吸収されたのち、昭和初期に住宅地として道路や上下水道など諸施設が整備された。1929年（昭和4年）、土地経営を関西土地に委譲。翌年に整地工事し宅地分譲を行った。
　

### 森小路市内商業住宅地
森小路住宅地は阪東土地株式会社時代の経営地で、大阪市旭区森小路に所在。京阪本線の線路移設に伴って新たに設置されることになった新森小路駅（現：森小路駅）周辺の森小路土地区画整理事業と連動させて、1929年（昭和4年）造営開始。翌年区画整理事業完了。駅東側に位置する幹線道路を軸に、駅に向かう街区は放射状に、反対側は格子状に街区形成がなされている。借家経営を投資に結びつけ商業経営地として将来性を宣伝していた。

### 大美野田園都市
大美野田園都市は大阪府堺市東区登美丘町に位置し、南海高野線北野田駅が最寄りである。1931年（昭和6年）から造営開始、翌年街開き。田園調布駅同様駅から放射状に街路設計が成されている。駅前広場のロータリーには噴水を設置、放射街路は6本延び、同心円状に街区割りが成されている。大美野という名は一般公募による。住宅地開発は二期に分けて実施され、設計は実施に当たりヨーロッパを視察し帰国した関西土地の建築技師下村喜三郎による。また日本建築協会の15周年記念の住宅博覧会を誘致、博覧会の開催と住宅の懸賞設計（建築設計競技）、住宅の展覧会を実施した。

### その他
- 京阪香里園（大阪府寝屋川市香里南之町、京阪本線香里園駅、京阪電気鉄道・香里園土地建物共同経営）
- 古市村経営地（大阪府旧古市郡古市村は、現在の大阪府羽曳野市の一部、大阪鉄道 (2代目)（現：近鉄南大阪線）沿線、日本家禽土地より帝国信託へ）
- 助松臨海住宅地（泉大津市　南海本線助松駅最寄り、南濱寺土地建物株式会社より）
- 放出経営地（榎本、大阪市鶴見区、今津土地区画整理事業、片町線放出駅最寄り、大阪土地運河より）
- 高石村経営地（大阪府高石市、南海本線沿線、日本土地信託より）
- 高師濱臨海住宅地（大阪府高石市浜寺、南海本線羽衣駅最寄り）
- 中河内枚岡（東大阪市、大阪電気軌道沿線、瓢山土地建物より）
- 瓢山郊外住宅地（東大阪市、大軌瓢箪山駅最寄り、瓢山土地建物より）
- 磯路・市岡町市内商業住宅地（大阪市港区、大阪市電沿線　市岡沿岸土地建物より）
- 枚方水源地付近・枚方山林都市（大阪府枚方市、京阪本線枚方駅（現：枚方公園駅）最寄り　京阪土地建物より）
- 石橋経営地（大阪府池田市、阪急宝塚線沿線、石橋土地建物より）
- 蒲生経営地（大阪市城東区、京阪本線沿線、阪東土地より）
- 野江経営地（大阪市城東区、京阪本線野江駅最寄り、阪東土地より）
- 上本町（大阪市天王寺区、旧国鉄、大阪鉄道　城南土地で開発）
- 関目（大阪府、京阪本線関目駅最寄り、旭土地興業株式会社で開発）
- 平野荘園（大阪市東住吉区、西平野土地区画整理事業　1928年）
- 丸山荘園（大阪市西成区天下茶屋、南海（現：阪堺電気軌道）北天下茶屋停留場最寄り）
- 尼崎郊外住宅地（兵庫県尼崎市、阪神電気鉄道尼崎駅最寄り）
- 南方（大阪市淀川区、阪急京都本線南方駅最寄り）
- 高槻郊外住宅地（大阪府高槻市、東海道本線高槻駅最寄り）
- 桂経営地（京都市西京区・旧葛野郡桂村、京阪電気鉄道からの委託　旧新京阪鉄道の分譲造成地。現・阪急電鉄京都本線・嵐山線桂駅最寄り、1928年）